# Burgervlotbrug
Burgervlotbrug est un village situé dans la commune néerlandaise de Schagen, dans la province de la Hollande-Septentrionale. En 2009, le village comptait 160 habitants.
À Burgervlotbrug se trouve un des ponts flottants typiques pour le Canal de la Hollande-Septentrionale.